# یواس‌اس لنوار (ای‌کی‌ای-۷۴)
یواس‌اس لنوار (ای‌کی‌ای-۷۴) (به انگلیسی: USS Lenoir (AKA-74)) یک کشتی بود که طول آن ۴۵۹ فوت ۲ اینچ (۱۳۹٫۹۵ متر) بود. این کشتی در سال ۱۹۴۴ ساخته شد و ۶ نوامبر ۱۹۴۴ رسما شروع به فعالیت کرد.یواس‌اس لنوار (ای‌کی‌ای-۷۴) در تاریخ ۱۴ دسامبر ۱۹۴۴ رسما به منطقه جنگی اعزام شد.سرعت این کشتی چیزی حدود ۱۶/۵ گره دریایی بوده است.